# Amedeo Della Valle
Amedeo Della Valle (11 de abril de 1993) é um jogador de basquetebol profissional italiano do Germani Brescia da LBA. Ele frequentou a Findlay Prep em Henderson, Nevada, antes de passar duas temporadas jogando basquete universitário pela Ohio State.

## Carreira no ensino médio
Buscando desenvolver seu basquete de uma maneira diferente, ele mudou-se para os Estados Unidos em 2011, para o colégio Findlay Prep em Henderson, Nevada. Lá, ele foi titular na vitória do National High School Invitational em 2012, quebrando o recorde escolar de três pontos em uma temporada, com 66.

## Carreira no Basquetebol Universitário
Seu desempenho no High School chamou a atenção de várias faculdades e, após se formar, ele assinou uma carta de intenções para jogar pela Ohio State na Big Ten Conference da Divisão I da NCAA, escolhendo-as em detrimento de ofertas de bolsas de Arizona e Texas A&M. O único jogador recrutado naquele ano pelo estado de Ohio, Amedeo levou algum tempo para se adaptar aos rigores do basquete universitário, especialmente o fator físico e foi usado exclusivamente como jogador de reserva em sua temporada de calouro. . Depois de ganhar massa corporal em sua segunda temporada, ele começou a ganhar mais tempo de jogo, embora tenha permanecido como opção de banco. Ele foi decisivo para reverter uma desvantagem de 18 pontos no segundo tempo para vencer o Nebraska nas quartas de final do torneio Big Ten em o que é considerado seu melhor jogo pela equipe. Após a eliminação de Ohio State na primeira rodada do torneio da Divisão I da NCAA contra Dayton, ele anunciou sua intenção de retornar à Itália para jogar basquete profissional.

### Carreira profissional
Della Valle voltou à Itália, ingressando na Serie A e na EuroCup - jogando pelo time Grissin Bon Reggio Emilia, declaradamente por causa da política do time de confiar nos jovens jogadores italianos, assinando contrato até 2019. Durante sua carreira, Della Valle foi nomeado All-Star de LBA (2014), MVP da Supercopa Italiana (2015), quinteto ideal da EuroCopa (2018), venceu o EuroChallenge (2014) e a Supercup Italiana (2015).
Em 16 de junho de 2018, o presidente do Olimpia Milano, Livio Proli, disse que o clube chegou a um acordo com Della Valle para a temporada 2018–19 . Em 22 de junho de 2018, o Olimpia Milano anunciou oficialmente Della Valle como novo jogador.
Em 11 de julho de 2020, ele assinou com a Herbalife Gran Canaria da Liga Espanhola ACB . Depois de seis jogos, ele se separou do time no dia 23 de outubro. Della Valle posteriormente assinou com Budućnost da Liga Adriática .
Della Valle voltou à Itália para a temporada 2021-22 com o Basket Brescia Leonessa . Ele foi anunciado em 23 de junho de 2021.

## Carreira na Seleção
Della Valle começou a jogar pelas categorias de base da seleção italiana, primeiro com os Sub-16 em 2009. Ele ganhou notavelmente a medalha de ouro com os Sub-20 no Campeonato Europeu de 2013, onde foi um importante participante ao ganhar o prêmio MVP .
Foi convocado para a convocatória que iria disputar o EuroBasket 2015 com início a 5 de setembro.

## Vida pessoal
Seu pai é Carlo Della Valle (em italiano) , que fez carreira na primeira divisão, também foi um armador que se destacou por compensar a falta de atletismo com excelente técnica.
Amedeo originalmente não tinha planos de ir para o exterior para jogar, mas um feriado em Miami com sua mãe em 2006 o motivou a se mudar para os Estados Unidos por motivos esportivos e de estilo de vida.
Della Valle, o favorito do público na Ohio State University devido à sua aparência e personalidade atípicas, concorreu sem sucesso a presidente do corpo estudantil em uma campanha nada séria em 2014, promessas como dias oficiais de neve o levaram ao quinto lugar.
"La Faccia Cattiva di Amedeo Della Valle", uma página do Facebook com quase 13.000 seguidores e uma marca de roupas, é baseada em sua marca registrada celebração de três pontos. 